# Дараби, Парвин
Парвин Дараби (перс. پروین دارابی‎, англ. Parvin Darabi; род. 1941 год, Тегеран, Иран) — американская активистка иранского происхождения, писательница и защитница прав женщин.

## Биография
Парвин Дараби училась в Калифорнийском государственном университете в Нортридже, Университете Южной Калифорнии и Университете Пеппердина, а также в Калифорнийском прибрежном университете. Парвин работала инженером-электронщиком, менеджером программ, президентом компании и инженерным консультантом до 1994 года. С 1985 по 1990 год она владела и управляла собственной компанией PT Enterprises в Маунтин-Вью, Калифорния, где они разработали самый чувствительный радар-детектор, который в настоящее время находится на немецких военно-морских судах, действующих в НАТО.
Её старшая сестра Хома Дараби покончила жизнь самоубийством в 1994 году, сжегши себя на площади Таджриш в Тегеране в знак протеста против иранского правительства. С тех пор Парвин стала активисткой. Она написала книгу «Ярость против вуали» и выступила против иранского режима и ислама.
Парвин Дараби также основала фонд Хомы Дараби, а цели были — светское государство, демократия и гендерное равенство.
Парвин Дараби вместе с Лидией Спарксуорси стали соавторами книги «Женщины Траки, творящие историю», в которой описывается жизнь 30 влиятельных женщин в Траки, Калифорния.

## Взгляды на шиитский ислам
Парвин Дараби отметила, что в шиитском исламе есть много законов, которые полностью оттолкнут любого образованного человека, одним из которых является временный брак, который она называет «религиозно санкционированной проституцией». Парвин Дараби резумирует, что единственное, что принесла Исламская Республика Иран, — это множество проблем.

## Публикации

### Rage Against the Veil
Rage Against the Veil — книга о сестре Парвин, Хоме Дараби, которая 21 февраля 1994 года покончила жизнь самоубийством.

### Women of Truckee Making History
Women of Truckee Making History — книга, которая восхваляет местных женщин за их вклад в сообщество Траки, Калифорния. Она была составлена, разработана и отредактирована двумя женщинами из Траки, Парвин Дараби и Лидией Спарксуорси.
Книга была опубликована в 2002 году Фондом Хомы Дараби, некоммерческой организацией, занимающейся вопросами прав человека, в основном связанными с женщинами.
В книге подробно описывается жизнь 30 влиятельных женщин в Траки. Критерии отбора 30 женщин требовали, чтобы претенденты жили или работали полный рабочий день в Траки и «были активно вовлечены в волонтерскую деятельность, которая требовала самоотверженности, выходящей за рамки обычной оплачиваемой работы с восьми до пяти по 40 часов в неделю».